# Bisdom Europo

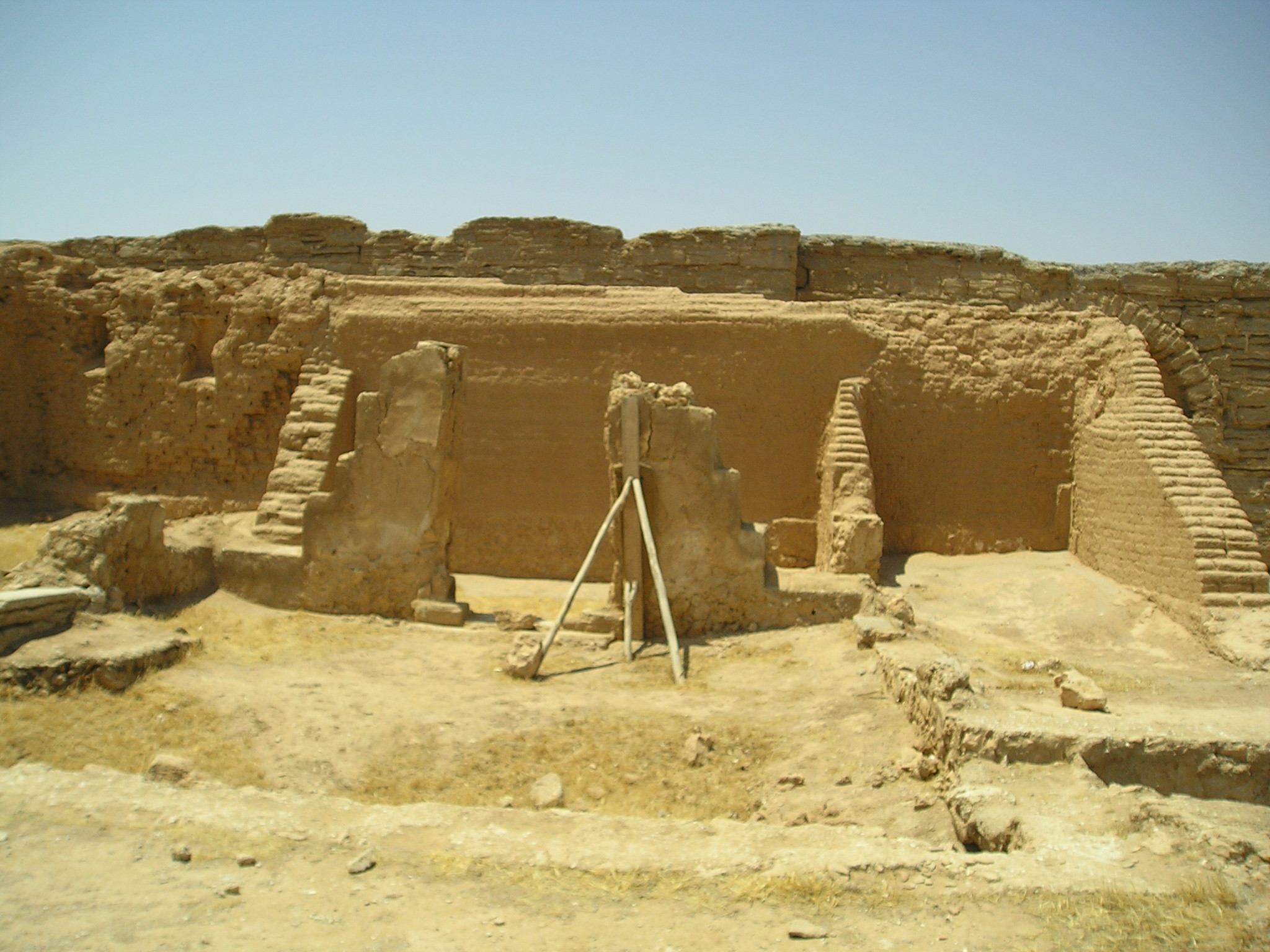
Resten van een kerkgebouw in Europo in het gouvernement Aleppo (Syrië)

Het bisdom Europo (Latijn: Dioecesis Europensis) of Europus was een bisdom (5e eeuw – 9e eeuw) in Syrië, met als bisschopszetel Dura Europos, een stad aan de rechteroever van de Eufraat. Het bisdom bestond in het Oost-Romeinse Rijk, het Byzantijnse Rijk en in het kalifaat van de Abbasiden.

## Historiek
Het bisdom ontstond tezamen met de bouwwerken van keizer Justinianus ter verdediging van de stad; hiermee kon Dura Europos zich militair en economisch handhaven (5e eeuw). De stad lag nabij de huidige stad Biredjik 25 km daarvandaan, in het gouvernement Aleppo. In de Oudheid behoorde het bisdom Europo administratief tot de provincie Syria Eufratensis, een deelprovincie van Syria. Het bisdom hing af van de kerkprovincie van Hierapolis. Hierapolis lag ten westen van Europo; de kerkprovincie behoorde zelf tot het patriarchaat van Antiochië. Zoals ook het geval was met andere bisdommen in Antiochië kende Europo nestoriaanse bisschoppen in de 5e eeuw. Een zekere bisschop David van Europo liet van zich spreken op het Concilie van Chalcedon in 451, waar David zelf afwezig was.
Met de (herhaalde) veroveringen door Arabieren verloor Europo aan macht en rijkdom. In de 8e en 9e eeuw waren de bisschoppen van Europo van de strekking der Jacobieten. Nadien geraakten bisdom en stad helemaal in de vergetelheid. Resten van een kerk van Europo werden recent nog opgegraven doch het is onbekend of dit de kapittelkerk van de bisschop was.
Sinds de 18e eeuw is de titel van bisschop van Europo een eretitel verleend door de Roomse kerk.